# Педро-Абад
Педро-Абад (ісп. Pedro Abad) — муніципалітет в Іспанії, у складі автономної спільноти Андалусія, у провінції Кордова. Населення — 2983 особи (2010).
Муніципалітет розташований на відстані близько 280 км на південь від Мадрида, 30 км на схід від Кордови.

## Демографія
Динаміка населення (INE ):

## Галерея зображень

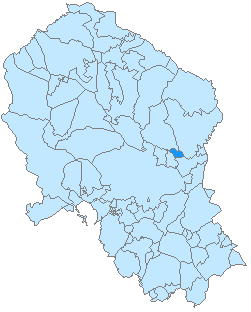
Розташування муніципалітету у провінції Кордова
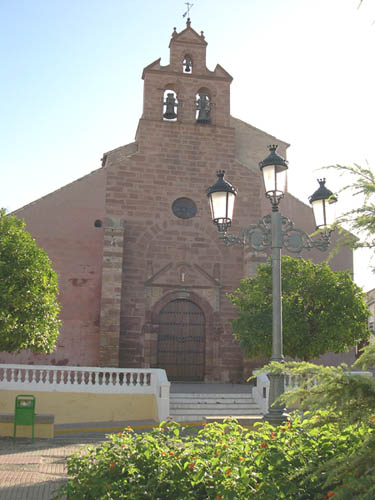
Церква Ла-Асунсьйон, Педро-Абад